# Ryoko Hirosue
Ryoko Hirosue (広末涼子, Hirosue Ryõko, nascida a 18 de Julho de 1980) é uma atriz e cantora japonesa.

## Carreira
Estreou na França, com o filme Wasabi (filme) com Jean Reno, produzido por Luc Besson.
Ryoko Hirosue nasceu em 18 de julho de 1980, na Província de Kochi, na ilha japonesa de Shikoku. Ela tinha apenas 14 anos quando foi descoberta em um teste e ganhou seu primeiro papel em um filme promocional. A partir daí, passou de um contrato para outro, sem parar. Em 1998 fez seu primeiro anúncio para o Sakura Bank, que a escolheu para representá-los por diversas razões. Também foi modelo para a famosa cerveja Kirin. Ryoko Hirosue fez vários filmes publicitários. Ao mesmo tempo desenvolveu sua carreira e interpretou diversos seriados como sitcom "Le Cœur's" e "Dekichatta Kekkon", a história de uma jovem que fica grávida mas não é casada.
A contínua exposição da jovem atriz na mídia a fez famosa em todo o arquipélago. Em 1996, um primeiro livro foi dedicado a ela, "Ryoko Hirosue R&H". Em seguida vieram muitos outros, uma série de cartões postais e coleção de fotos. Sua popularidade gerou um verdadeiro negócio de merchandising.
Ryoko Hirosue ganhou vários prêmios e entre os quais o de melhor talento jovem no Yokohama e Osaka Film Festival, o grande prêmio Suponichi no Mainichi Festival, o Golden Arrow e o Prêmio de melhor atriz jovem da Academia Japonesa. Também foi premiada no Japanese Film Festival e no Fumiko Yamaji Festival.
Em 2000 recebeu o prêmio de melhor atriz no filme de Yojiro Takita, Himitsu/Le Secret no 33rd International Film Festival; e por melhor interpretação no filme de Yasuo Furuhata, Poppoya no 23rd Japanese Academy Festival e, na mesma ocasião, prêmio por seu desempenho em HIMITSU/LE SECRET. Foi através destes dois filmes que Luc Besson a descobriu quando estava no Japão. Ryoko Hirosue também fez teatro em "La Promesse du Cosmos"
Além disso, Ryoko Hirosue é cantora, muito popular entre os jovens japoneses: até agora, já gravou três álbuns e sete singles. Em 1997 gravou três singles e um álbum, "Arigato". Dois outros singles foram editados em 1998, assim como o mini-álbum e o primeiro vídeo clipe, "Ryoko Hirosue Winter Gift 98". O tema do seu 6º maxi single foi usado pelo banco Sakura para sua campanha publicitária. Desde então Ryoko Hirosue lançou mais dois outros álbuns, "Private" e "Best Album". Ela fez seu primeiro show em Osaka e em Tóquio em 1999.
Em 2009, ela estrela o remake do filme de mistério Zero Focus e a adaptação para o cinema do romance Villon's Wife de Osamu Dazai. Ela co-estrelou o filme Flowers de 2010 com Yū Aoi, Kyōka Suzuki, Yūko Takeuchi, Rena Tanaka e Yukie Nakama.
Em junho de 2023, diante do incidente do caso extraconjugal, ela anunciou que se aposentaria da indústria do entretenimento.

## Vida pessoal
Hirosue se casou com Okazawa Takahiro em dezembro de 2003. O casamento terminou em março de 2008. Em 9 de outubro de 2010 ela se casou com Jun Izutsu, um artista de velas. Eles se conheceram no Haiti em março de 2010, participando dos esforços de socorro a um terremoto.
Ela tem três filhos. Deu à luz seu primeiro filho em abril de 2004, quando casada com Okazawa. Casada com Izutsu, teve seu segundo filho em 10 de março de 2011 e em 17 de julho de 2015 o terceiro, uma menina.
Em 7 de junho de 2023, Shūkan Bunshun relatou que Hirosue estava supostamente tendo um caso extraconjugal com o chef com estrela Michelin Shusaku Toba, casado, depois de serem vistos entrando juntos no Cerulean Tower Tokyo Hotel. Isto foi posteriormente confirmado pela própria Hirosue através de seu Instagram pessoal, pedindo desculpas pelo incidente. Sua agência anunciou seu divórcio com Jun Izutsu em 26 de julho de 2023. Ela detém a custódia de seus três filhos.

## Filmografia
Esta é a lista dos dramas de Hirosue:
| Ano                              | Drama                                                 | Estrelando como  |
| -------------------------------- | ----------------------------------------------------- | ---------------- |
| 2006                             | Ai to shi wo mitsumete                                | Miko             |
| 2005                             | Slow Dance                                            | Mino Koike       |
| 2003                             | Moto Kare                                             | Makoto Saeki     |
| 2003                             | Ushinawareta Yakusoku                                 |                  |
| 2002                             | Ai Nante Irane Yo, Natsu                              | Takazono Ako     |
| 2002                             | Otousan                                               |                  |
| 2001                             | Wasabi                                                | Yumi             |
| 2001                             | Dekichatta Kekkon / Shotgun Marriage                  | Chiyo Kotani     |
| 2000                             | Oyaji                                                 | Suzu             |
| 2000                             | Summer Snow                                           | Yuki Katase      |
| 1999                             | Lipstick                                              | Ai Hayakawa      |
| 1998                             | Seikimatsu no uta: Konoyo no hate de ai o utau shoujo | Sumire Ogawa     |
| 1998                             | Sekai de ichiban papa ga suki                         |                  |
| 1998                             | Seija no koushin                                      | Arisu Tsuchiya   |
| 1997                             | Beach Boys                                            | Makoto Izumi     |
| 1997                             | Boku ga boku de aru tame ni                           |                  |
| 1996                             | Konna watashi ni dare ga shita                        |                  |
| 1996                             | Shota no sushi                                        | Miharu Sekiguchi |
| 1996                             | Long Vacation                                         | Takako Saito     |
| 1996                             | Maho no kimochi / Mokuyou no kaidan                   |                  |
| 1995                             | Sashow taeko saigo no jiken                           |                  |
| 1995                             | Heart ni S                                            |                  |
| Miracle World - 10th Anniversary |                                                       |                  |

### Filmes
1. Okuribito (A Partida)" (2009)
2. Goemon (2009)
3. Bubble Fiction: Boom or Bust (2007)
4. Collage of Our Life (2003)
5. "Arita" from Jam Films (2002)
6. Wasabi (2001)
7. Poppoya (1999)
8. Himitsu (1999)
9. 20th Century Nostalgia (1997)

## Discografia
1. Hirosue Ryoko Perfect Collection (2/27/2002)
2. RH Remix (8/29/2001)
3. Kajitsu (11 de janeiro de 2000)
4. Super Idol Séries (Fukada Kyoko vs Hirosue Ryoko) (6 de janeiro de 2000)
5. Winter Gift 98 (9 de janeiro de 1999)
6. Private (2 de janeiro de 1999)
7. RH Singles &... (11 de janeiro de 1999)
8. Wind Prism (7 de janeiro de 1999)
9. Summer Sunset (7 de janeiro de 1999)
10. RH Debut Tour 1999 (7 de janeiro de 1999)
11. Tomorrow (2 de janeiro de 1999)
12. Arigato (1997)

## Prêmios
| Ano  | Concessões |
| ---- | --- |
| 1998 | - Awards of the Japanese Academy: Won Newcomer of the Year - Mainichi Film Concours: Won Sponichi Grand Prize New Talent Award - Yokohama Film Festival: Won Best New Talent                     |
| 1999 | - Nikkan Sports Film Awards: Won Best New Talent |
| 2000 | - Sitges - Catalonian International Film Festival: Won Best Actress - Awards of the Japanese Academy: Nominated Best Actress - Awards of the Japanese Academy: Nominated Best Supporting Actress |